# Daphne cneorum
Daphne cneorum är en tibastväxtart som beskrevs av Carl von Linné. Daphne cneorum ingår i släktet tibaster, och familjen tibastväxter. Utöver nominatformen finns också underarten D. c. arbusculoides.

## Bildgalleri

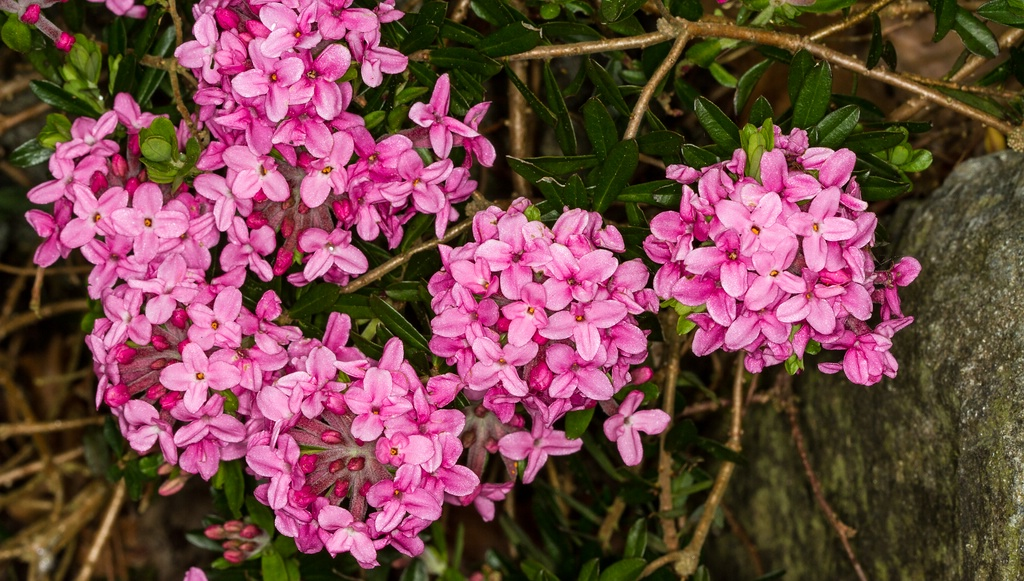
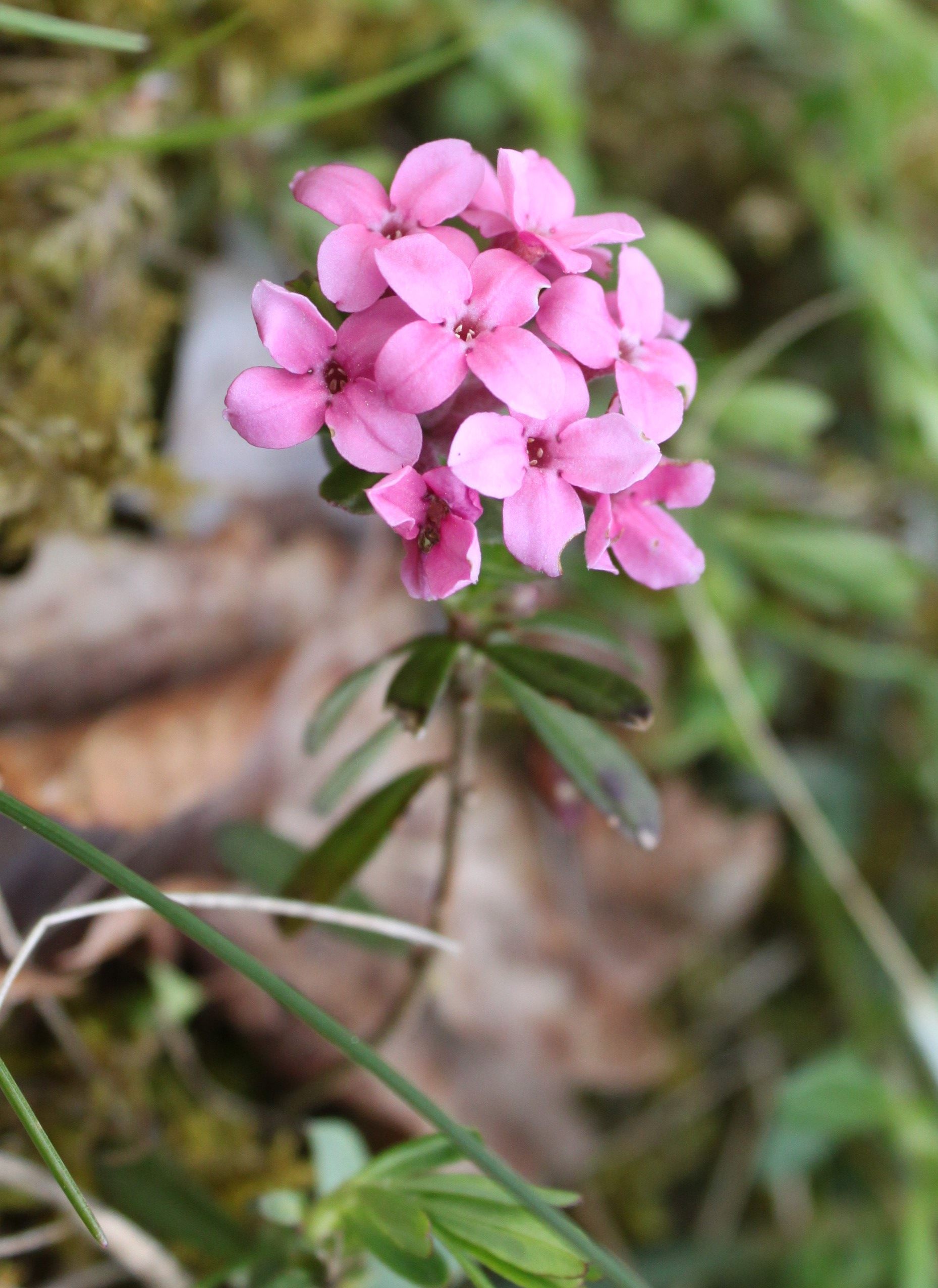
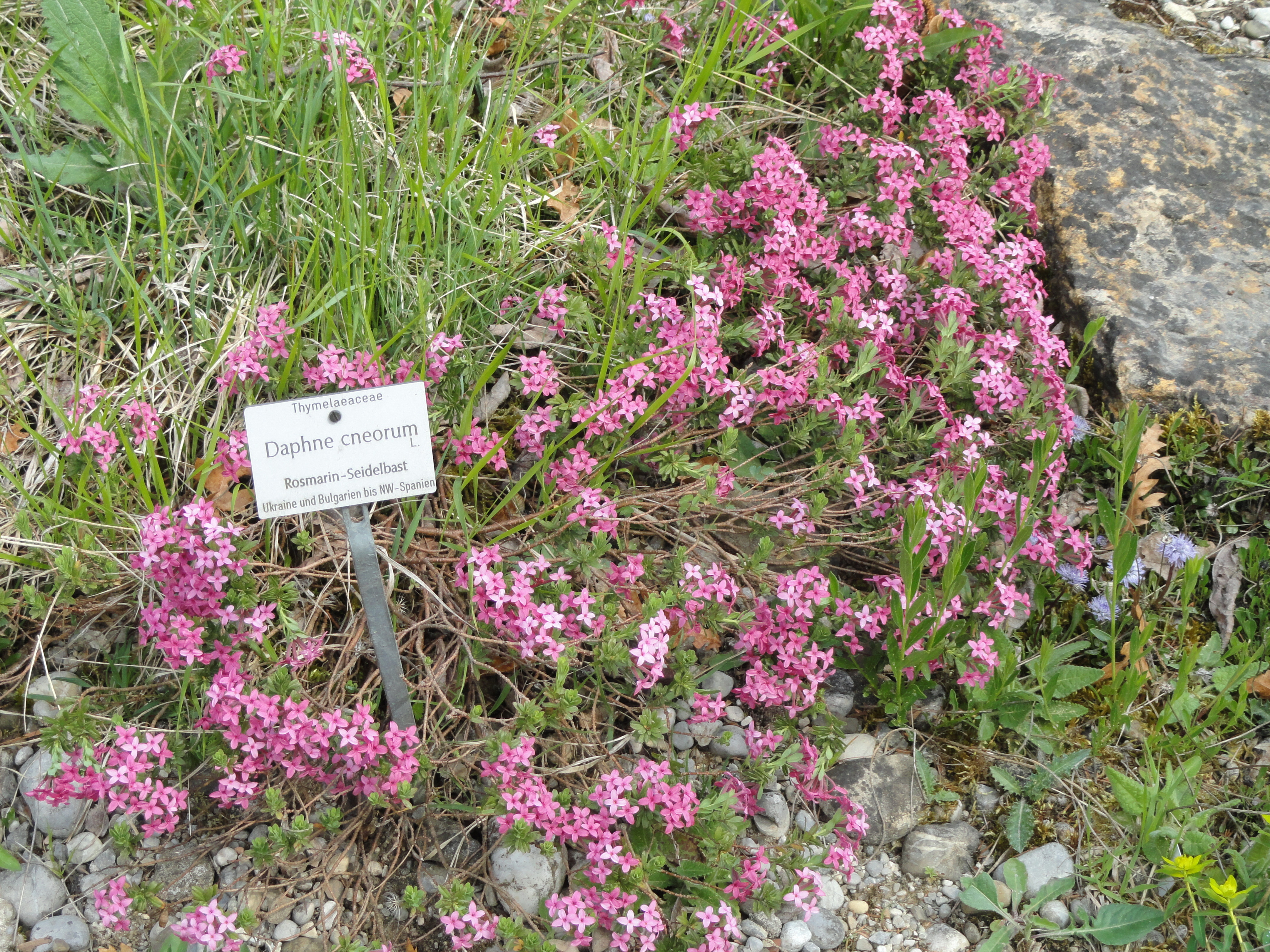
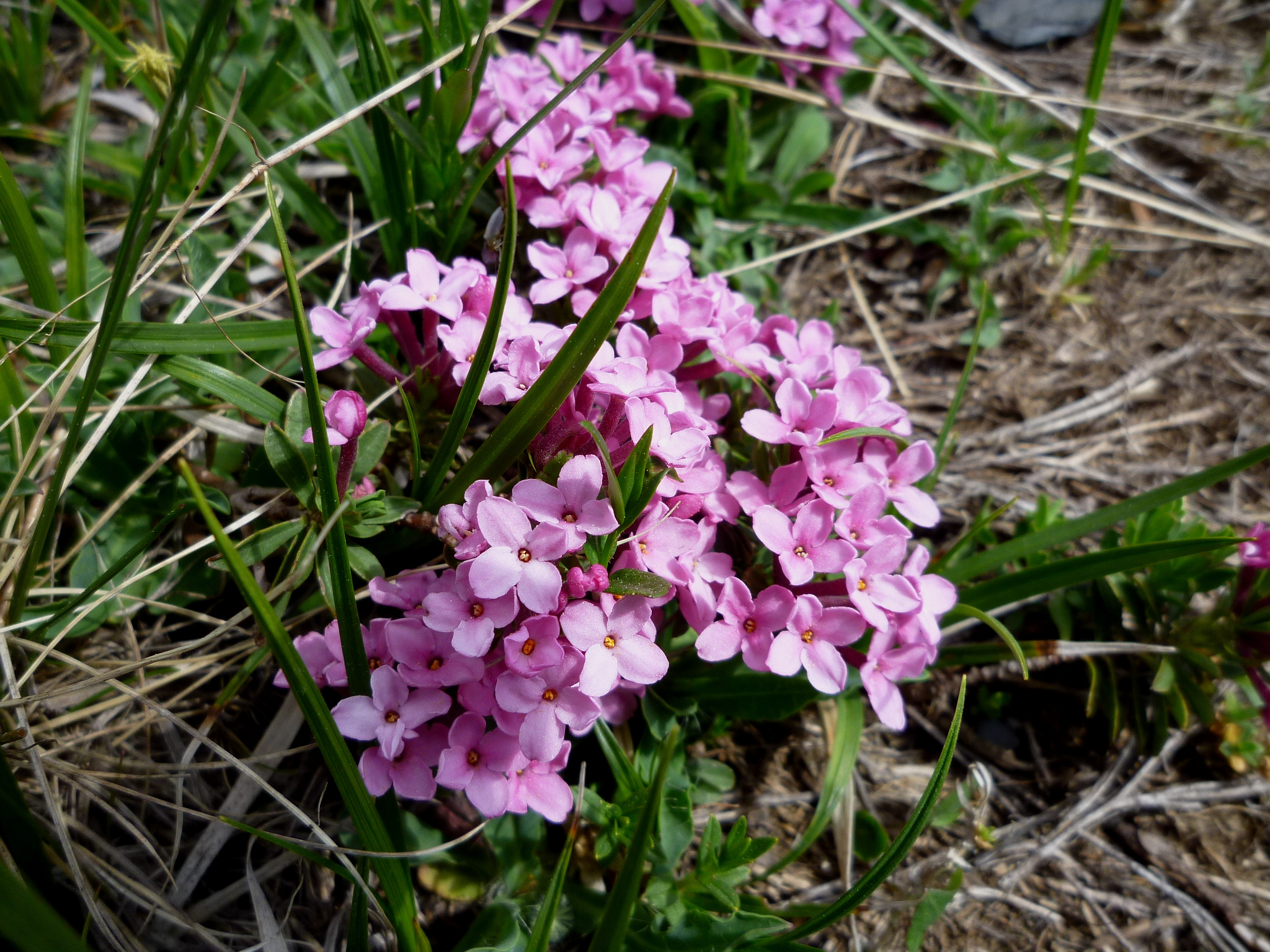
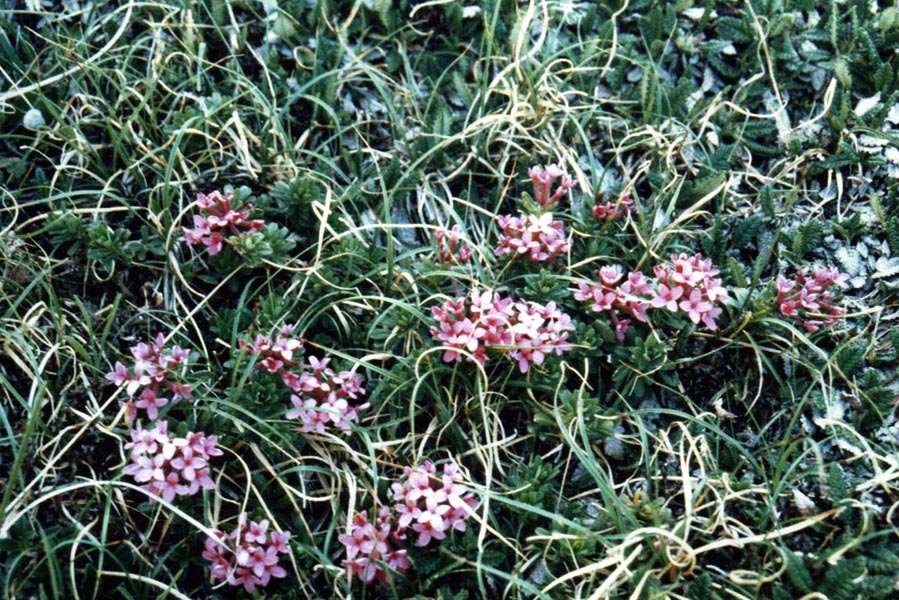
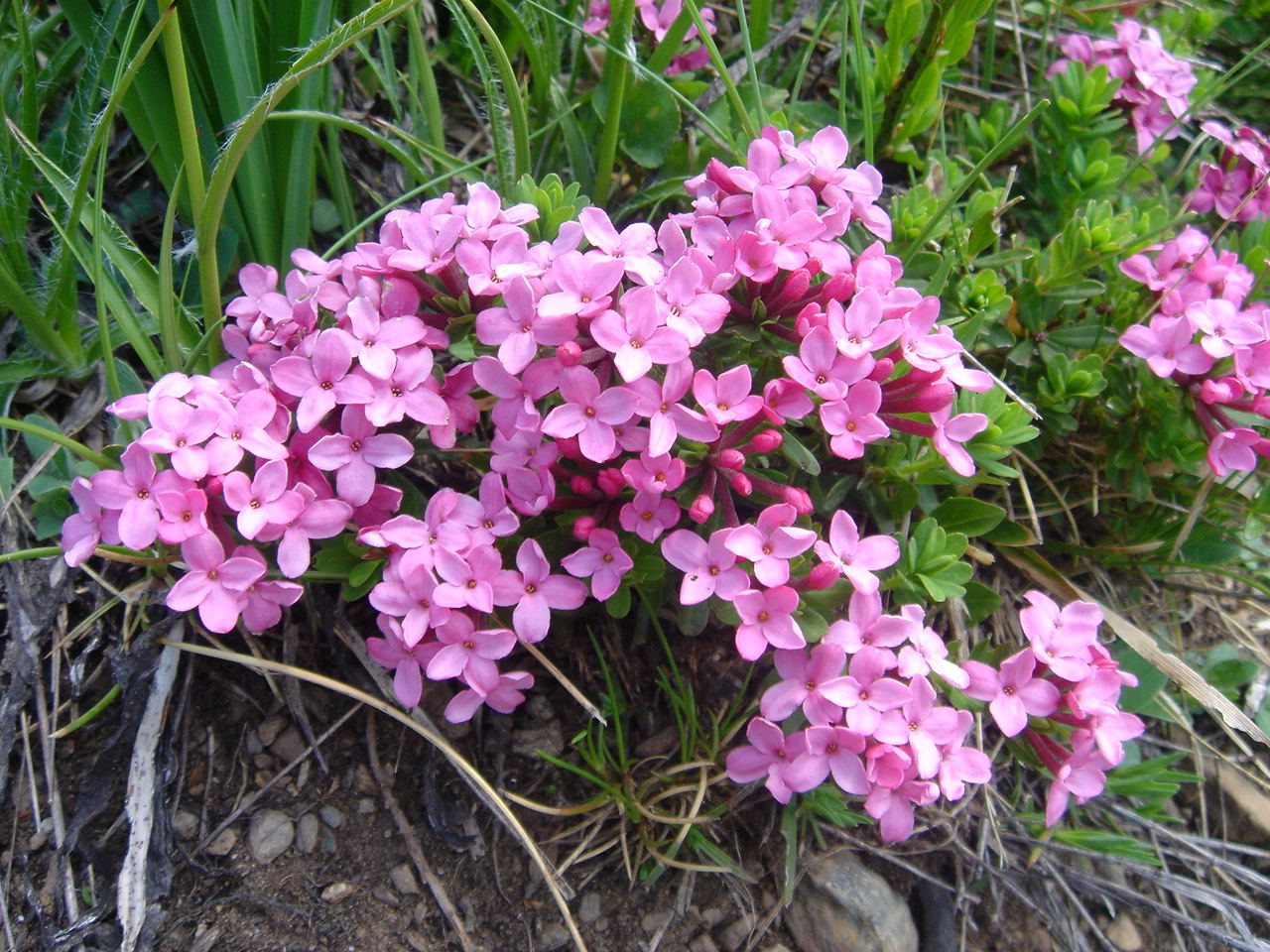